# Felipe Fernandez de Pardo
Felipe Fernandez de Pardo, OP (fevereiro de 1611 - 31 de dezembro de 1689) foi um prelado católico romano que serviu como arcebispo de Manila (1680–1689).

## Biografia
Felipe Fernandez de Pardo nasceu em Valladolid, Espanha, e foi ordenado sacerdote na Ordem dos Pregadores. Serviu como Reitor Magnífico da Universidade de Santo Tomas em Manila por dois mandatos consecutivos de 1652 a 1656, além de provincial da sua ordem. A 8 de janeiro de 1680, o papa Inocêncio XI nomeou-o arcebispo de Manila. No dia 28 de outubro de 1681, foi consagrado bispo na Catedral de Manila, por Diego de Aguilar, bispo de Cebu, com Ginés Barrientos, bispo auxiliar de Manila, servindo como co-consagrador e auxiliado pelo padre Andrés González. Serviu como arcebispo de Manila até à sua morte a 31 de dezembro de 1689.